# Jérôme Salomon
Jérôme Salomon   (16è districte de París, 26 d'abril de 1969) és un metge especialitzat en malalties contagioses i alt funcionari francès. Director de Sanitat de França des del 8 gener de 2018, es va donar a conèixer a França des de la pandèmia del COVID-19. De familia jueva, el seu rebesavi va ser el tinent coronel Alfred Dreyfus, protagonista i víctima d'un dels casos d'antisemitisme més cèlebres, que va sacsejar França a finals del segle xix i principis del XX. Un altre avantpassat seu és el doctor Pierre-Paul Lévy, un dels descobridors de la vacuna contra la diftèria.
Ha treballat amb malalties contagioses emergents, epidèmies i resistència als antibiòtics a l'Institut national de la santé et de la recherche médicale, Institut Pasteur, i Universitat de Versalles Saint-Quentin-en-Yvelines. Fou director clínic a l'Hospital Raymond-Poincaré de 1999 a 2002, com a metge de 2004 a 2009.
Fou un conseller de Bernard Kouchner a principis dels anys 2000. El 2010, es convertí en expert de salut en el gabinet de Marisol Touraine (llavors Salut i Afers Socials), com a conseller de 2013 a 2015. El 2016, va participar en la campanya de Macron per a les eleccions presidencials franceses del 2017 i va participar en la redacció de la part sanitària del programa candidat.
Va ser conegut a França des de la pandèmia del COVID-19, fent declaracions diàries sobre l'anàlisi de tendència diària i situació dins del país, i l'estat dels diagnosticats. El 2016 va advertir Emmanuel Macron que França no estava preparada per les conseqüències d'una possible pandèmia però el març de 2020 va ser requerit per justificar les accions de govern franceses.